# عنصر محاسبه مسیر
در شبکه های کامپیوتری، عنصر محاسبه مسیر (PCE) بخشی از سیستم، یک برنامه یا یک گره شبکه است که توانایی تعیین و یافتن مسیر مناسب برای انتقال داده ها بین مبدا و مقصد را دارد.

## توضیحات
مسیریابی می‌تواند با مجموعه‌ای از محدودیت‌ها مانند کیفیت خدمات (QoS)، سیاست‌ها یا هزینه همراه باشد. محاسبه مسیر مبتنی بر محدودیت، بخش راهبردی مهندسی ترافیک در شبکه‌های MPLS، GMPLS و مسیریابی قطعه‌ای محسوب می‌شود. این فرآیند برای تعیین مسیر مناسب در شبکه که ترافیک باید از آن عبور کند استفاده می‌شود و مسیر هر مسیر برچسب‌گذاری شده (LSP) که تنظیم می‌شود را فراهم می‌کند.
در گذشته، محاسبه مسیر یا در سیستم مدیریت یا در نقطه ابتدایی هر مسیر برچسب‌گذاری شده (LSP) انجام می‌شد. اما محاسبه مسیر در شبکه‌های بزرگ و چند دامنه‌ای ممکن است بسیار پیچیده باشد و نیاز به قدرت محاسباتی بیشتر و اطلاعات شبکه‌ای فراتر از آنچه معمولاً در یک عنصر شبکه موجود است داشته باشد. با این حال، ممکن است نیاز به پویایی بیشتری نسبت به آنچه سیستم مدیریت می‌تواند ارائه دهد نیز داشته باشد.
بنابراین، عنصر محاسبه مسیر (PCE) موجودیتی است که توانایی محاسبه مسیرها برای یک یا چند سرویس را دارد. یک PCE ممکن است یک گره شبکه، ایستگاه مدیریت شبکه یا یک پلتفرم محاسباتی اختصاصی باشد که از منابع آگاه است و توانایی در نظر گرفتن محدودیت‌های متعدد برای محاسبه پیشرفته مسیر را دارد. برنامه‌های PCE مسیرهای برچسب‌گذاری شده را برای مهندسی ترافیک MPLS و GMPLS محاسبه می‌کنند. اجزای مختلف معماری PCE در حال استانداردسازی توسط گروه کاری PCE در IETF هستند.
عنصر محاسبه مسیر (PCE) نمایانگر دیدگاهی از شبکه‌هاست که در آن محاسبات مسیر از سیگنال‌دهی اتصالات انتها به انتها و از ارسال واقعی بسته‌ها جدا می‌شود. یک آموزش پایه در مورد PCE در کنفرانس MPLS2008 توسط ISOCORE ارائه شده است و همچنین یک آموزش پیشرفته در مورد PCE در کنفرانس SDN/MPLS 2014 توسط همان مؤسسه ارائه شده است.
از ابتدای معرفی، معماری عنصر محاسبه مسیر (PCE) به‌طور قابل‌توجهی توسعه یافته تا مفاهیم پیشرفته‌تری را در بر بگیرد و امکان استفاده در سناریوهای پیچیده‌تر شبکه را فراهم کند. این تحول شامل PCE سلسله‌مراتبی (H-PCE) و همچنین PCE حالت‌مند و PCE فعال می‌شود.
یک پیاده‌سازی بالقوه از PCE، عنصر محاسبه را از مشتری (PCC) که درخواست خدمات محاسباتی می‌کند، جدا می‌کند. ارتباطات بین PCE و PCC از طریق پروتکل ارتباطی عنصر محاسبه مسیر (PCEP) برقرار می‌شود که بر روی پروتکل کنترل انتقال (TCP) اجرا می‌شود.
با تکامل معماری، گسترش‌های جدید پروتکل برای افزودن قابلیت‌های جدید به منظور پشتیبانی از برنامه‌ها و عناصر معماری جدید توسعه یافته است. این پیشرفت‌ها توسط پروژه PACE پیگیری می‌شود که توسط برنامه چارچوب هفتم اتحادیه اروپا برای تحقیق، توسعه فناوری و نمایش تحت قرارداد کمک مالی شماره 619712 تأمین مالی می‌شود.
پروژه PACE یک راهنمای مقدماتی برای علاقه‌مندان به PCE توسعه داده است. این راهنما می‌تواند به‌صورت رایگان از وب‌سایت PACE دانلود شود.

## گسترش عنصر محاسبه مسیر
گسترش‌های مختلفی برای عنصر محاسبه مسیر (PCE) وجود دارند که اهداف متفاوتی را دنبال می‌کنند. برای مثال:
- گسترش های کشف PCE در بین دامنه ها[۱۰][۱۱][۱۲]

## مشخصات
- https://web.archive.org/web/20090710130634/http://www.ietf.org/html.charters/pce-charter.html
- http://www.ietf.org/html.charters/pce-charter.html